# Ana Coimbra
Ana Bárbara Coimbra (nascida em 5 de março de 2000), é uma modelo angolana e titular de concurso de beleza que foi coroada Miss Universo Angola 2023, em 22 de julho de 2023, no Centro de Convenções de Talatona, em Luanda. Após as eleições, ela reiterou o seu compromisso em promover a cultura e a beleza do país além-fronteiras.

## Biografia
Ana Coimbra nasceu a 10 de novembro de 1999, em Benguela, cidade do oeste de Angola, capital da província de Benguela.

### Educação
Coimbra formou-se em economia no Reino Unido.

### Trabalho de caridade
No dia 15 de setembro de 2023, Coimbra visitou o município de Icolo e Bengo, num projeto que visa incentivar e sensibilizar a sociedade para a importância da agricultura familiar intitulado “Sexta-feira em Lavra”. Reiterou a sua aposta em projetos de combate à fome e à pobreza extrema ao doar, no dia 3 de outubro de 2023, cerca de 100 cestas básicas a famílias carenciadas do distrito de Vila Verde, município de Belas, em Luanda.
Coimbra incentivou a adoção de medidas preventivas contra o câncer da mama. O apelo foi feito numa palestra realizada no dia 17 de outubro de 2023, no Anfiteatro da Direção Geral da SIC em Cacuaco, numa iniciativa da Rede de Mulheres da SIC em referência ao Outubro Rosa, sendo convidada de honra e representante das mulheres angolanas. Ela mencionou ainda que o autoexame é importante para o diagnóstico precoce da doença, o que permite a intervenção médica para tratar e curar a doença.
Coimbra, como exemplo e mobilização de todas as mulheres, realizou um exame médico para o câncer de mama, que foi realizado por oncologistas presentes no evento e mostrou-se muito satisfeita com a iniciativa deste grupo de mulheres da SIC.

## Miss Universo 2023
Coimbra representou Angola no 72ª Miss Universo 2023 em El Salvador, no local do concurso Ginásio Nacional Adolfo Pineda (Gimnasio Nacional Adolfo Pineda) no dia 18 de Novembro de 2023.